# III liga słowacka w piłce nożnej mężczyzn
Słowacka trzecia liga (słow. 3. slovenská futbalová liga) – trzecia klasa rozgrywkowa w piłce nożnej na Słowacji.